# Belaștița, Plovdiv
Belaștița (în bulgară Белащица) este un sat în comuna Rodopi, regiunea Plovdiv,  Bulgaria. 

## Demografie
Componența etnică a satului Belaștița
     Bulgari (75,8%)
     Nicio identificare (23,84%)
     Altele (0,35%)
La recensământul din 2011, populația satului Belaștița era de 1.967 locuitori. Din punct de vedere etnic, majoritatea locuitorilor (75,8%) erau bulgari. Pentru 23,84% din locuitori nu este cunoscută apartenența etnică.